# Como Foot-Ball Club 1923-1924
Questa pagina raccoglie le informazioni riguardanti il Como Foot-Ball Club nelle competizioni ufficiali della stagione 1923-1924.

## Rosa
| N. |                      | Ruolo | Calciatore             |
| -- | -------------------- | ----- | ---------------------- |
|    | Italia (bandiera)    | D     | Giuseppe Antonazzi     |
|    | Italia (bandiera)    | P     | Giorgio Avogadro       |
|    | Italia (bandiera)    | C     | Achille Avogadro       |
|    | Italia (bandiera)    | C     | Novello Angelo Bonelli |
|    | Italia (bandiera)    | D     | Carlo Castelletti      |
|    | Italia (bandiera)    | C     | Francesco Cetti        |
|    | Italia (bandiera)    | C     | Antonio Cetti          |
|    | Italia (bandiera)    | D     | Antonio Colombo        |
|    | Argentina (bandiera) | A     | Edoardo Donegana       |

| N. |                   | Ruolo | Calciatore          |
| -- | ----------------- | ----- | ------------------- |
|    | Italia (bandiera) | A     | Luigi Fazzini       |
|    | Italia (bandiera) | P     | Guido Mangili       |
|    | Italia (bandiera) | C     | Carlo Mantero       |
|    | Italia (bandiera) | C     | Carlo Marzorati     |
|    | Italia (bandiera) | A     | Giuseppe Pizzi      |
|    | Italia (bandiera) | A     | Renato Preziati     |
|    | Italia (bandiera) | C     | Ottavio Ragazzoni   |
|    | Italia (bandiera) | A     | Salvatore Roncoroni |
|    | Italia (bandiera) | P     | Giulio Sironi       |